# Sean McKirdy
Sean McKirdy (12 april 1998) is een Schots voetballer die als middenvelder uitkomt voor Heart of Midlothian FC.

## Carrière
McKirdy debuteerde op 20 augustus 2014 voor Hearts FC in de uitwedstrijd in de Scottish League Challenge Cup tegen Livingston FC. De wedstrijd werd met 4-1 verloren.